# House of Secrets (Vertigo)
House of Secrets fu una serie a fumetti a tema horror e dell'occulto scritta da Steven T. Seagle. Le illustrazioni furono di Teddy Kristiansen con assistenza occasionale di Christian Højgaard, Guy Davis, Duncan Fegredo e i Pander Brothers. Debutto nell'ottobre 1996, pubblicato dalla Vertigo, filiale della DC Comics, e durò 25 numeri, seguito da due numeri in serie limitata House of Secrets: Facade, dello stesso team creativo pubblicato nel 2001.
Anche se il titolo si basò sulla serie House of Secrets che fu pubblicata dal 1956 al 1976, fu tuttavia estranea alla serie originale.

## Trama
L'inveterata bugiarda Rain Harper giunse a Seattle e incontrò una giovane di nome Traci, che le offrì di rimanere in una casa abbandonata con lei. La casa si rivelò essere la sorprendentemente estesa e riccamente decorata Reichuss Mansion, una rinomata casa infestata di Seattle. Quando Rain entrò nella dispensa, incontrò un'entità di un altro mondo chiamata "Juris", che agiva da giudice, giuria ed esecutore in un tribunale dell'aldilà. Dopo che le anime che dovevano difendersi presentarono i propri segreti per essere giudicati da un tribunale di spiriti, veniva emanata una sentenza su di loro, e venivano mandati nell'attico, nel mondo, o nella cantina, che erano rappresentazioni dell'inferno, del purgatorio e del paradiso. Juris chiamò Rain come testimone in uno dei processi. La giuria fu composta da The Plyck, una mano in fiamme; Pfaultz, un predatore sessuale che si mascherò da ispettore benestante utilizzando l'editto di qualcun altro scritto da Carlo IV (imperatore del sacro romano impero); Ni An, una donna giapponese che accettò la colpa degli assassinio della sorella maggiore verso il loro marito in comune; Clius, un busto romano che fu una volta uno scrivano e un drammaturgo che offese Adriano; e Digol, un antico greco che scrisse la legge per ricordarla. Il nuovo membro della giuria fu Ruby, che rimpiazzò una donna dell'antico Egitto. Fu seppellita viva da alcuni bianchi inorriditi dalla sua relazione con un uomo bianco nell'Alabama dei primi anni sessanta e rappresentava la Giustizia cieca - ed era l'unica che piaceva a Rain. A parte il misterioso Plyck, le cui origini rimasero sconosciute, tutti i membri del Juris morirono dopo essere stati intenzionalmente sepolti vivi - nel caso di Clius, seppellito dopo che i suoi arti furono strappati da una cremagliera.
Rain fece amicizia con un musicista di nome Ben Volk, che suonò in una banda chiamata Nightmare of Reason (incubo della ragione). Il narcisistico cantante del gruppo, Erik, cominciò una relazione con Rain, ma successivamente stuprò Traci, un crimine per il quale fu debitamente condannato da Juris. Rain decise di lasciare Seattle, ma ritornò poco dopo per trovare la madre defunta condannata alla cantina per aver tenuto il segreto della diagnosi di un Carcinoma dell'ovaio|cancro alle ovaie durante la sua vita. La stessa Rain dovette difendersi nel proprio processo per aver tenuta segreta la rabbia per la morte di sua madre. Fu condannata ad essere impiccata, ma fu salvata da Ben e Traci.
La villa abbandonata fu infine demolita, e Rain, Ben e Traci continuarono le loro vite. Da qualche parte nella east coast, Rain scoprì di nuovo la Reichuss Mansion, identica in ogni singolo dettaglio. Rain doveva proteggere Ben, Traci e sé stessa dal giudizio per mano di Juris, o altrimenti la villa li avrebbe perseguitati per il resto delle loro vite.

## Raccolte
- Foundation (contiene House of Secrets dal n. 1 al n. 5, 128 pagine, maggio 1997, ISBN 1-56389-362-2)[2].
- House of Secrets Omnibus (collects House of Secrets (vol. 2) #1-25, House of Secrets: Facade #1-2 and a story from Vertigo: Winter's Edge #1, 752 pages, April 2013, ISBN 978-1401236731
- Edizioni italiane: Fondazione (contiene House of Secrets dal n. 1 al n. 5), Magic Press, novembre 1998.
- Primo Piano (contiene House of Secrets da. n. 6 al n. 10), Magic Press, aprile 1999.
- Il libro della legge (contiene House of Secrets da. n. 11 al n. 16), Magic Press, novembre 1999.
- Altre stanze (contiene House of Secrets da. n. 17 al n. 20), Magic Press, aprile 2000.
- Seminterrato e soffitta (contiene House of Secrets dal n. 21 al n. 25), Magic Press, novembre 2000.
- Facciata (contiene House of Secrets: Facade #1-2), Magic Press, novembre 2001.